# Aeroportul Norwood Memorial
Aeroportul Norwood Memorial (IATA: OWD, ICAO: KOWD, FAA LID: OWD) este un aeroport din Massachusetts, Statele Unite ale Americii. Aeroportul a fost tranzitat în 2019 de 712 pasageri.
Situat la o altitudine de 15 m, aeroportul dispune de 2 piste.

## Infrastructură

### Piste
Aeroportul dispune de 2 piste. Pista 10/28 are suprafața de asfalt și dimensiunile 3.995 picioare × 75 picioare. Pista 17/35 are suprafața de asfalt și dimensiunile 4.008 picioare × 100 picioare. 